# Saint-Martin-la-Garenne
Saint-Martin-la-Garenne là một xã của Pháp, nằm ở tỉnh Yvelines trong vùng Île-de-France.
Các xã giáp ranh: Vétheuil (Val-d'Oise) về phía bắc, Follainville-Dennemont về phía tây nam, Guernes về phía nam, Méricourt và Mousseaux-sur-Seine về phía tây, Moisson về phía tây bắc.

## Thông tin nhân khẩu
| 1793 | 1800 | 1806 | 1821 | 1831 | 1836 | 1841 | 1846 | 1851 |
| ---- | ---- | ---- | ---- | ---- | ---- | ---- | ---- | ---- |
| 870  | 775  | 879  | 877  | 800  | 768  | 750  | 708  | 692  |

| 1856 | 1861 | 1866 | 1872 | 1876 | 1881 | 1886 | 1891 | 1896 |
| ---- | ---- | ---- | ---- | ---- | ---- | ---- | ---- | ---- |
| 604  | 597  | 569  | 498  | 498  | 490  | 470  | 482  | 475  |

| 1901 | 1906 | 1911 | 1921 | 1926 | 1931 | 1936 | 1946 | 1954 |
| ---- | ---- | ---- | ---- | ---- | ---- | ---- | ---- | ---- |
| 447  | 429  | 417  | 350  | 366  | 349  | 338  | 292  | 328  |

| 1962                                         | 1968 | 1975 | 1982 | 1990 | 1999 | - | - | - |
| -------------------------------------------- | ---- | ---- | ---- | ---- | ---- | - | - | - |
| 370                                          | 360  | 488  | 627  | 654  | 740  | - | - | - |
| Số liệu kể từ 1962 : dân số không tính trùng |      |      |      |      |      |   |   |   |

## Hành chính
| Danh sách các thị trưởng               |           |              |      |         |
| Giai đoạn                              | Giai đoạn | Tên          | Đảng | Tư cách |
| tháng 3 năm 2001                       | 2008      | Marcel Ferry |      |         |
| Tất cả các dữ liệu trước đây không rõ. |           |              |      |         |